# Félfém (szilárdtestfizika)

Fém, félfém, p típusú, intrinszik, n típusú félvezető és szigetelő sematikus sávdiagramja.

A szilárdtestfizikában és az anyagtudományban félfémnek nevezzük azokat az anyagokat, melyek sávszerkezetében a vegyértéksáv és a vezetési sáv kissé átfed.
A felvezetők tiltott sávja jellemzően 1–4 eV körüli, a szigetelőké pedig ennél nagyobb. A félfémes anyagokban ez azonban nulla a megengedett sávok átfedése miatt. Nem mondható viszont, hogy a félfémek vezetési jellege fémes, ugyanis ezekben a sávok kicsi átfedése miatt a Fermi-szint körül kicsi az állapotsűrűség. A félfémek tehát köztes esetet képeznek a fémek és a félvezetők között.

## Fizikai jellemzők
Mivel a fémekhez képest a félfémekben kevesebb a töltéshordozó, elektromos és hővezetésük is gyengébb. Szintén az állapotsűrűség függvény sajátos jellegéből adódóan mind elektronjaik, mind elektronlyukaik effektív tömege kicsi (valójában a széles megengedett sávok hajlamosabbak az egymással való átfedésre és a kis effektív tömegre is). Továbbá gyakran diamágneses tulajdonságúak és jellemzőek nagy a dielektromos állandójuk.
Vezetési jellemzőik hőmérsékletfüggése a fémekéhez hasonló abban, hogy a hőmérséklet emelkedése a vezetőképesség csökkenésével jár, ugyanis egyre erősödik bennük a fononokon való szóródás. Viszont a félfémekben elektron és lyuk jellegű töltéshordozók is részt vesznek a vezetésben, mely egyébként a félvezetőkre jellemző.
A fémek 0 K közelében véges vezetőképességűek, ugyanis ezekben a Fermi-szint nagy állapotsűrűségű helyen van. Ellenben félvezetőkben és szigetelőkben nagyon alacsony hőmérsékleten nullára esik le a vezetőképesség, a termikus gerjesztés csökkenése ugyanis "befagyasztja" a töltéshordozókat. A félfémek, mivel kis hőmérsékleten is nemnulla vezetőképességűek, ebben a jellemzőjükben is inkább a fémekhez hasonlítanak.

## Félfémes anyagok
A legismertebb félfémek az arzén, az antimon, a bizmut, az α-ón és a grafén (azaz a hatszöges grafitrács egyatomos rétege). Félfémes vegyület például a higany-tellurid (HgTe).
Bizonyos körülmények között egyes anyagok tranziens félfémes jelleget mutathatnak, továbbá megfigyelték egyes vezető polimerek félfémes jellegét is.
A végtelen grafén különleges jellemzője, hogy félfémes jellegét az első Brillouin-zóna határán a vezetési és vegyértéksáv direkt összeérése okozza. A félfémes jelleg például abban nyilvánul meg az esetében, hogy benne a relativisztikus Dirac-egyenletnek engedelmeskedő, úgynevezett Dirac-elektronok találhatók. A következmény a grafén számos érdekes tulajdonsága, például negatív törésmutató, a közel fénysebességgel haladó, nulla effektív tömegű elektronok ballisztikus vezetés és más extrém transzportjelenségek.

## Fordítás
Ez a szócikk részben vagy egészben  a   Semimetal című angol Wikipédia-szócikk ezen változatának fordításán alapul.  Az eredeti cikk szerkesztőit annak laptörténete sorolja fel. Ez a jelzés csupán a megfogalmazás eredetét és a szerzői jogokat jelzi, nem szolgál a cikkben szereplő információk forrásmegjelöléseként.